# Pescarolo ed Uniti
Pescarolo ed Uniti é uma comuna italiana da região da Lombardia, província de Cremona, com cerca de 1.485 habitantes. Estende-se por uma área de 16 km², tendo uma densidade populacional de 93 hab/km². Faz fronteira com Cappella de' Picenardi, Cicognolo, Gabbioneta-Binanuova, Grontardo, Pessina Cremonese, Vescovato.

## Demografia
| Variação demográfica do município entre 1861 e 2011                               |
|                                                                                   |
| Fonte: Istituto Nazionale di Statistica (ISTAT) - Elaboração gráfica da Wikipedia |